# Moraleja del Vino

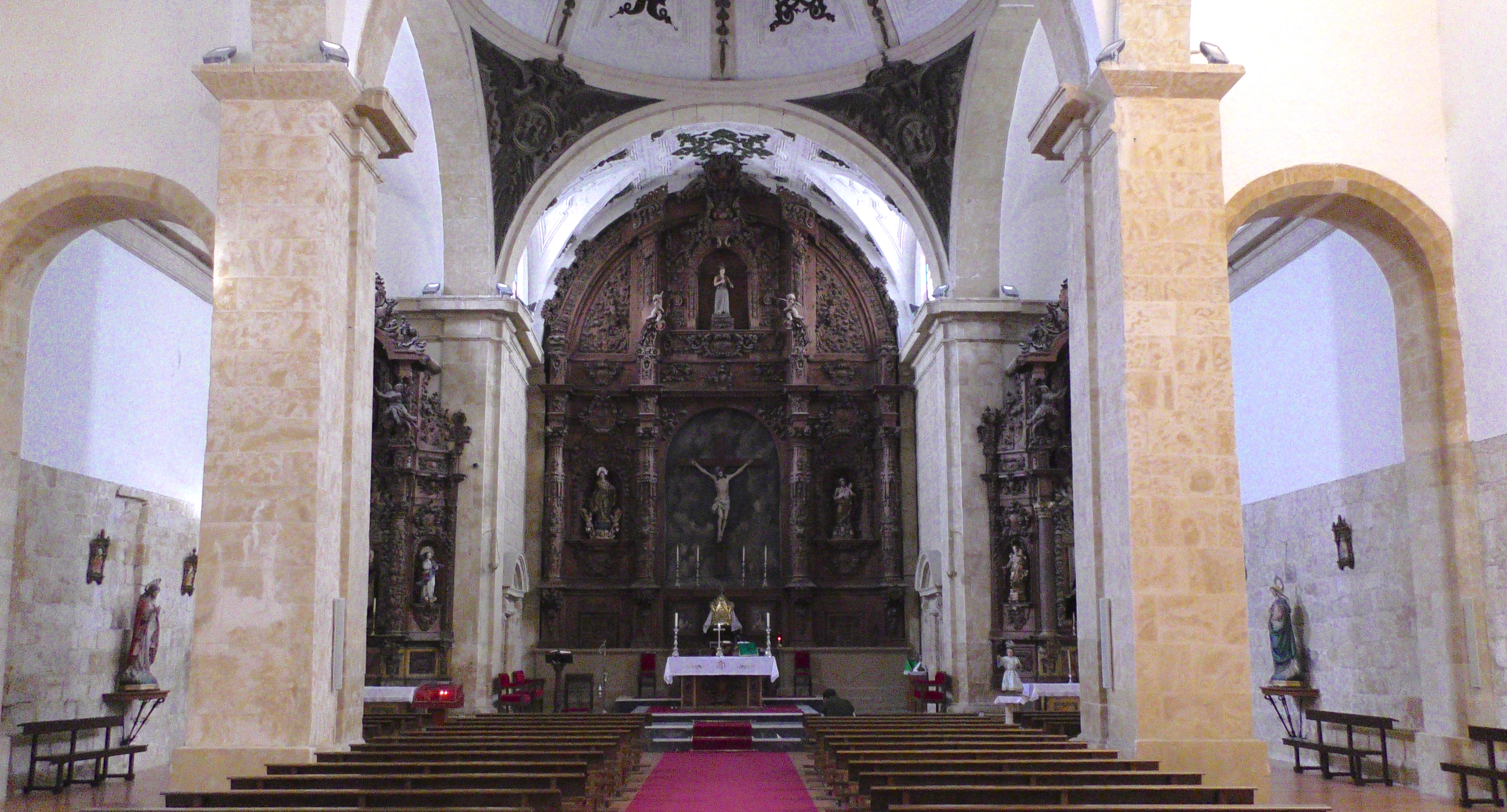
Inneres der Kirche

Moraleja del Vino ist ein nordwestspanischer Ort und eine Gemeinde (municipio) mit 1.806 Einwohnern (Stand: 2024) in der Provinz Zamora in der Autonomen Gemeinschaft Kastilien-León.

## Lage
Der Ort Moraleja del Vino liegt knapp 10 km (Fahrtstrecke) südöstlich des Duero und der Provinzhauptstadt Zamora im Westen der kastilischen Hochebene in einer Höhe von ca. 685 m. Das Klima im Winter ist durchaus kalt, im Sommer dagegen warm bis heiß; die eher spärlichen Niederschläge (ca. 470 mm/Jahr) fallen übers Jahr verteilt.

## Bevölkerungsentwicklung
| Jahr      | 1857 | 1900 | 1950 | 2000 | 2020 |
| Einwohner | 2066 | 2492 | 1697 | 1259 | 1732 |

Infolge der Mechanisierung der Landwirtschaft, der Aufgabe von bäuerlichen Kleinbetrieben („Höfesterben“) und des damit einhergehenden Verlusts von Arbeitsplätzen ist die Einwohnerzahl der Gemeinde kontinuierlich bis auf die Tiefststände der 1980er und 1990er Jahre zurückgegangen. Wegen der Nähe zur Stadt Zamora ist zu Beginn des 21. Jahrhunderts ein Wiederanstieg der Einwohnerzahlen zu beobachten.

## Wirtschaft
Die Landwirtschaft (v. a. der Weinbau und seine Derivate wie Likör etc.) spielt traditionell die größte Rolle im Wirtschaftsleben der Gemeinde; erwirtschaftete Überschüsse konnten auf den Märkten von Zamora verkauft oder getauscht werden. Im 18. Jahrhundert entwickelte sich eine Produktion von Steingut, Fliesen etc.

## Geschichte
Die Gründung des Ortes geht wahrscheinlich auf die Zeit der Rückeroberung (reconquista) und Wiederbevölkerung (repoblación) der Gegenden südlich des Duero im 11. Jahrhundert zurück, doch erst im Jahr 1571 wird der Ort erstmals namentlich erwähnt; damals hatte er 114 Einwohner.

## Sehenswürdigkeiten
Die im 16. Jahrhundert entstandene und ursprünglich einschiffige Iglesia de Santa María Magdalena wurde im 18. Jahrhundert um zwei Seitenschiffe erweitert; aus dieser Zeit stammen wahrscheinlich auch der Glockengiebel (espadaña), der seitliche Turm mit einem Glockenkäfig, die auf Pendentifs ruhende Kuppel und die drei imposanten spätbarocken Altarretabel (retablos).

## Persönlichkeiten
- Eduardo Barrón González (1858–1911), Bildhauer